# Ornipholidotos sylpha
Ornipholidotos sylpha är en fjärilsart som beskrevs av Kirby 1890. Ornipholidotos sylpha ingår i släktet Ornipholidotos och familjen juvelvingar. Inga underarter finns listade i Catalogue of Life.